# برگ کیرشن
برگ کیرشن (به آلمانی: Bergkirchen) یک شهر در آلمان است که در بایرن واقع شده‌است.

## خصوصیات
برگ کیرشن ۵۹٫۹۹ کیلومترمربع مساحت دارد ۵۲۱ متر بالاتر از سطح دریا واقع شده‌است.